# Ialțivka, Malîn
Ialțivka (în ucraineană Ялцівка) este un sat în comuna Liubovîci din raionul Malîn, regiunea Jîtomîr, Ucraina.

## Demografie
Componența lingvistică a localității Ialțivka
     Ucraineană (97,73%)
     Rusă (1,36%)
     Alte limbi (0,91%)
Conform recensământului din 2001, majoritatea populației localității Ialțivka era vorbitoare de ucraineană (97,73%), existând în minoritate și vorbitori de rusă (1,36%).